# Judži Sugano
Judži Sugano (japonsko 菅野 裕二), japonski nogometaš, * 14. april 1961.
Za japonsko reprezentanco je odigral eno uradno tekmo.